# Дискусионно студио (СКАТ)
Вижте пояснителната страница за други значения на Дискусионно студио.
„Дискусионно студио“ е публицистично телевизионно предаване по телевизия СКАТ с водещ Стоян Иванов. За пръв път е излъчено в ефир през 2006 г. На 19 ноември 2018 г. е излъчено 1444 издание на предаването. То се излъчва на живо от 20 часа, всеки понеделник, вторник, сряда, четвъртък и петък.

## Тематика
Предаването обръща особено внимание на корените на българския криминален преход, на социалното неравенство в българското общество, на демографската криза, на престъпната приватизация и политическите и социално-икономическите процеси, довели до мизерия стотици хиляди честни българи, които са най-бедните граждани на Европейския съюз. Предаването е трибуна на обществено ангажирани личности, на български учени и интелектуалци, на социално слабите и болните, на хората в неравностойно положение.
В „Дискусионно студио“ се коментират и международните процеси – балканската проблематика, глобалните икономически и политически тенденции, руско-американските отношения, евроинтеграцията и развитието на страната след влизането в Европейския съюз.